# Studánka
Studánka, bis 1948 Schönbrunn, ist eine Gemeinde mit 556 Einwohnern (Stand: 1. Januar 2023)  in Tschechien. Sie liegt zwei Kilometer südwestlich von Tachov (Tachau) und gehört zum Okres Tachov.

## Geographie
Das Angerdorf Studánka befindet sich im Quellgrund eines rechten Zuflusses zur Mies (Mže) am Abfall des Oberpfälzer Waldes (Český les) zur Tachauer Furche (Tachovská brázda). Nördlich erheben sich der Vápencový vrch (Weißenbühl, 588 m n.m.) und die Vysoká (563 m n.m.), im Süden der Ptáčník (Vogelherd, 691 m n.m.), der Velký vrch (Sandiger Berg, 729 m n.m.) und die Rozsocha (Klitscherberg, 758 m n.m.) sowie westlich der Polom (Schillingberg, 711 m n.m.). Der Ort liegt am Rande des Naturparks Český les.
Nachbarorte sind Světce (Heiligen) im Norden, Tachov im Nordosten, Malý Rapotín (Klein Gropitzreith) und Pernolec (Bernetzreith) im Osten, Velký Rapotín (Groß Gropitzreith) und Dlouhý Újezd (Langendörflas) im Südosten, die Wüstung Pořejov (Purschau) im Süden, die Wüstung Bažantov (Wosant), Pastvina (Helldroth) und Lesná (Schönwald) im Südwesten, Písařova Vesce (Albersdorf) und Zadní Milíře (Girnberg) im Westen sowie Milíře (Brand) und Mýto (Mauthdorf) im Nordosten.

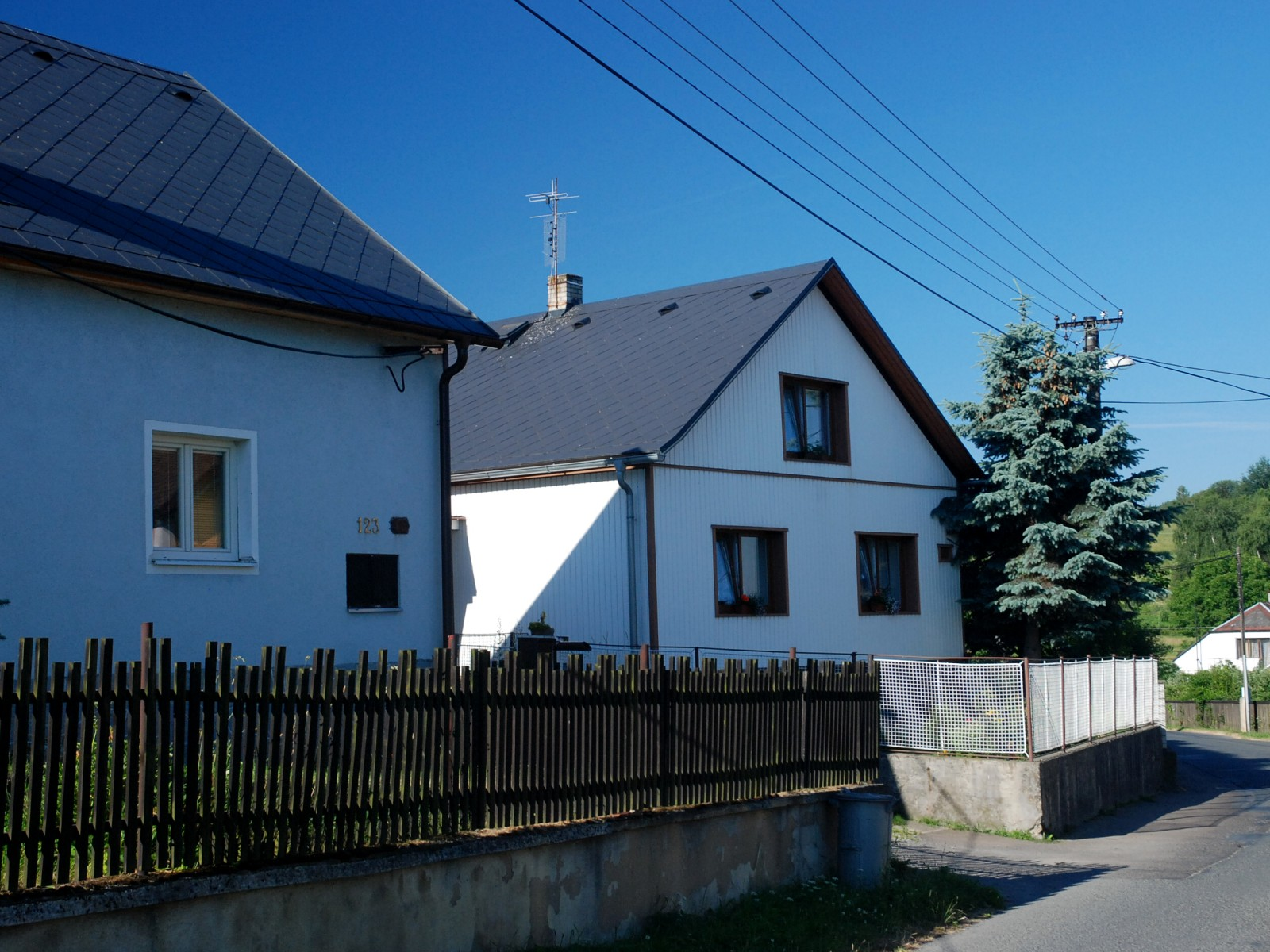
Häuser von Studánka

## Geschichte
Der Rittersitz Schönbrunn entstand wahrscheinlich um 1300 - noch vor der Gründung von Schönwald. Die erste urkundliche Erwähnung von Schomprun erfolgte 1407 als Besitz eines Ritters von Trautenberg. Spätestens ab 1470 bestand in Schönbrunn eine Feste. Mit dem Gut Schönbrunn waren Vasallen der Herrschaft Tachau belehnt. Die Tachauer Lehnsleute waren zusammen mit den Choden zum Schutz der böhmischen Landesgrenze verpflichtet. Im Jahre 1523 ist Ernst Stockauer auf Schönbrunn auch als Besitzer des Hofes Unruhe nachweisbar. Die Besitzer des Lehngutes Schönbrunn wechselten oftmals. Zu Beginn des 17. Jahrhunderts waren die landtäfligen Güter Langendörflas, Schönwald und Schönbrunn sowie der Hof Helldroht vereinigt; Besitzer war Hans Rudolf von Habsberg († 1605). Mit der von Tachau über Schönbrunn, Schönwald und Waldheim in die Oberpfalz führenden Schönwalder Straße führte ein bedeutsamer Handelsweg durch den Ort. Im Jahre 1766 verkaufte Maria Franziska Pergler von Perglas das Gut Langendörflas mit Schönbrunn und dem Färsenhof Helldroht Adam Philipp Losy von Losinthal, der es seiner Fideikommissherrschaft Tachau zuschlug. Die inzwischen zum Schloss umgestaltete Feste Schönbrunn verlor damit ihre Bedeutung als Herrensitz und wurde später Juden überlassen, die sie zum Wohn- und Bethaus umnutzten. Im Jahre 1781 erwarb Joseph-Niklas zu Windisch-Graetz die Fideikommissherrschaft Tachau von den Losy´schen Erben. 1785 standen in Schönbrunn 49 Häuser.
Im Jahre 1835 bestand das im Pilsner Kreis am Fuße der Berge Woyna und Klitscha an der Schönwalder Straße gelegene Dorf Schönbrunn aus 94 Häusern mit 599 deutschsprachigen Einwohnern, darunter zehn jüdischen Familien. Nach Schönbrunn konskribiert waren die aus drei Häusern bestehende Einschicht Helldroth sowie eine einschichtige Mühle. Im Ort gab es eine Schule sowie zwei verpachtete herrschaftliche Rustikalhöfe. Das ehemalige Schloss war emphyteutisiert und von Juden bewohnt. Pfarrort war Tachau. Bis zur Mitte des 19. Jahrhunderts blieb das Dorf dem an die Familienfideikommissherrschaft Tachau angeschlossenen Gut Langendörflas mit Schönbrunn untertänig, Besitzer waren die Grafen Windisch-Graetz.
Nach der Aufhebung der Patrimonialherrschaften bildete Schönbrunn ab 1850 mit dem Ortsteil Helldroth eine Gemeinde im Bezirk und Gerichtsbezirk Tachau. Im Jahre 1869 hatte das Dorf 772 Einwohner und bestand aus 88 Häusern. Im Jahre 1900 lebten in Schönbrunn 657 Personen, 1910 waren es 731. Nach dem Zusammenbruch der k.k. Monarchie wurde die Gemeinde 1918 Teil der neu gebildeten Tschechoslowakei. Beim Zensus von 1921 lebten in den 136 Häusern der Gemeinde 812 Deutsche; im Dorf Schönbrunn (120 Häuser) waren es 720, in Helldroth (16 Häuser) 92. Im Jahre 1930 bestand die Gemeinde aus 160 Häusern und hatte 828 Einwohner, davon 741 in Schönbrunn (143 Häuser) und 87 in Helldroth (17 Häuser). 1939 wurden 147 Hausnummern gezählt, in der Gemeinde einschließlich des Ortsteils Helldroth lebten 774 Menschen. Nach dem Münchner Abkommen wurde Schönbrunn im Herbst 1938 dem Deutschen Reich zugeschlagen und gehörte bis 1945 zum Landkreis Tachau. Viele Häuser wurden bei der Besetzung des Ortes durch die amerikanische Armee im Mai 1945 zerstört. Nach dem Ende des Zweiten Weltkrieges wurde Schönbrunn wieder Teil der Tschechoslowakei. Die deutschböhmische Bevölkerung wurde vertrieben und Tschechien angesiedelt. 1948 wurde Schönbrunn in Studánka umbenannt, der Ortsteil Helldroth erhielt den Namen Pastvina. Die Schönwalder Straße verlor mit der Errichtung des Eisernen Vorhangs ihre Bedeutung als grenzüberschreitender Verkehrsweg. Im Jahre 1950 lebten in den 87 Häusern von Studánka nur noch 278 Personen. Der Ortsteil Pastvina wurde 1960 aufgehoben. Im Jahre 1970 hatte Studánka 328 Einwohner. Zum 1. Juli 1980 erfolgte die Eingemeindung nach Tachov. Am 24. November 1990 löste sich Studánka von Tachov los und bildete wieder eine eigene Gemeinde. Im Jahre 1991 lebten in den 105 Wohnhäusern von Studánka 357 Personen. Beim Zensus von 2011 bestand das Dorf aus 140 Häusern und hatte 462 Einwohner. Das ehemals im Ort gelegene Schloss ist heute nicht mehr erhalten.

## Gemeindegliederung
Studánka besitzt keine Ortsteile, auf den Fluren der Gemeinde liegt die Einschicht Pastvina (Helldroth). Das Gemeindegebiet bildet den Katastralbezirk Studánka u Tachova.

## Kultur und Sehenswürdigkeiten
- Figurengruppe der hl. Familie, am südlichen Ortsausgang
- Statue des hl. Georg, auf dem Dorfplatz
- Hölzerner Glockenbaum am Dorfplatz
- Bildstock, geschaffen von Georg Böhm, im Ortszentrum
- Kapelle und Sühnekreuz am Sportplatz
- Mehrere Flur- und Wegkreuze
- Kapelle des hl. Adalbert in Pastvina, errichtet 1887. Das nach dem Zweiten Weltkrieg verfallene Bauwerk wurden 1995 mit Unterstützung ehemaliger deutscher Bewohner restauriert und am 7. September 1997 geweiht.

## Persönlichkeiten
- Georg Böhm (1789–1853), der Steinmetz lebte und arbeitete in der ersten Hälfte des 19. Jahrhunderts in Schönbrunn.